# Мировые рекорды на дистанции 200 метров в плавании на спине у мужчин в 25-метровом бассейне
 Прогресс мировых рекордов на дистанции 200 метров на спине у мужчин в 25-метровом бассейне. Первый мировой рекорд в плавании на дистанции 100 метров на спине у мужчин в 25-метровом бассейне был зарегистрирован Международной Федерацией плавания ФИНА в 1991 году. 
Обвал мировых рекордов в плавании в 2008/2009 совпал с введением полиуретановых костюмов от Speedo (LZR, 50% полиуретана) в 2008 году и Arena (X-Glide), Adidas (Hydrofoil) и итальянского производителя плавательных костюмов Jaked (все 100% полиуретана) в 2009 году. Запрет ФИНА на плавательный костюм из полиуретана вступил в силу в январе 2010 года.
Прогресс мировых рекордов на дистанции 100 метров на спине у мужчин в 25-метровом бассейне
| Номер | Время    | Имя                 | Национальность | Дат             | Соревнование        | Место                     | Прим.  |
| ----- | -------- | ------------------- | -------------- | --------------- | ------------------- | ------------------------- | ------ |
| 1     | 1:55.93  | Марк Тьюксбери      | Канада         | 1 марта 1991    | Кубок мира          | Торонто, Канада           |        |
| 2     | 1:52.51  | Мартин Лопес-Зуберо | Испания        | 10 Апреля 1991  | Кубок мира          | Гейнсвилл, США            | [ 2 ]  |
| 3     | 1:52.47  | Ленни Крайзельбург  | США            | 18 ноября 1999  | Кубок мира          | Колледж-Парк, США         | [ 3 ]  |
| 4     | 1:52.43  | Ленни Крайзельбург  | США            | 6 февраля 2000  | Кубок мира          | Берлин, Германия          | [ 3 ]  |
| 5     | 1:51.62  | Мэттью Уэлш         | Австралия      | 13 Октября 2000 | Кубок мира          | Мельбурн, Австралия       | [ 4 ]  |
| 6     | 1:51.62= | Гордан Кожуль       | Хорватия       | 21 января 2001  | Кубок мира          | Берлин, Германия          | [ 5 ]  |
| 7     | 1:51.17  | Аарон Пирсол        | США            | 7 апреля 2002   | Чемпионат мира      | Москва, Россия            | [ 4 ]  |
| 8     | 1:50.52  | Аарон Пирсол        | США            | 11 октября 2004 | Чемпионат мира      | Индианаполис, США         | [ 6 ]  |
| 9     | 1:50.43  | Маркус Роган        | Австрия ￼      | 8 декабря 2005  | Чемпионат Европы    | Триест, Италия            | [ 7 ]  |
| 10    | 1:49.05  | Райан Лохте         | США            | 9 Апреля 2006   | Чемпионат мира      | Шанхай, Китай             | [ 8 ]  |
| 11    | 1:47,84  | Маркус Роган        | Австрия        | 13 апреля 2008  | Чемпионат мира      | Манчестер, Великобритания |        |
| 12    | 1:47.08  | Джордж Дю Ранд      | ЮАР            | 7 ноября 2009   | Кубок мира          | Москва, Россия            | [ 10 ] |
| 13    | 1:46.11  | Аркадий Вятчанин    | Россия         | 15 ноября 2009  | Кубок мира          | Берлин, Германия          | [ 11 ] |
| 14    | 1:45.63  | Митч Ларкин         | Австралия      | 27 ноября 2015  | Чемпионат Австралии | Сидней, Австралия         |        |

Рекорды зафиксированные не финале: 1/2 — полуфинал, 1/4 — предварительные заплывы, э — эстафета.